# Orthoptera
Los ortópteros (Orthoptera, del antiguo griego ὀρθός, orthós: "recto, derecho", y de πτερόν, pteron: "ala") son insectos paurometábolos, con aparato bucal masticador. El orden de los ortópteros tiene 24,300 especies, la mayoría tropicales, pero distribuidas por todo el planeta. Pertenecen a este orden los saltamontes, grillos, langostas, los Gryllotalpidae (alacrán cebollero) y los cara de niño. El mayor ortóptero viviente es el grillo gigante de Nueva Zelanda llamado weta. Ya en el Carbonífero y el Pérmico se encuentran restos fósiles de protortópteros, alcanzando su desarrollo en el mesozoico (Protogryllus).

## Morfología

Morfología de los ortópteros.

La cabeza es por lo general grande y redonda, a veces cónica (Acrididae), bastante móvil en el protórax, hipognata, con un robusto aparato masticador; los palpos maxilares están constituidos por cinco segmentos, los labiales por tres. Los ojos compuestos son hemisféricos o hemiovoidales. A menudo están presentes tres ocelos. Las antenas, insertadas entre los ojos, son filiformes, rara vez pectinadas. Existen en diferentes proporciones. El protórax es siempre más grande que los demás segmentos, y presenta un amplio pronoto que se extiende hacia atrás, a veces excediendo la extremidad del abdomen y se dobla lateralmente hasta cubrir por completo las pleuras protorácicas. El mesotórax, el metatórax y el primer segmento del abdomen se encuentran soldados entre sí. Las alas anteriores (tegminas) son estrechas, alargadas, del mismo color que el resto del cuerpo y con las nervaduras onduladas. 

### Cabeza
Los orthoptera tienen una cabeza que se distingue inmediatamente por la presencia de largas antenas. En particular, los insectos de alas largas (Ensifera o grillos y saltamontes sable) tienen antenas que a veces son dos o tres veces la longitud de su cuerpo. Las antenas no sólo sirven como órgano táctil, sino que también contienen receptores para detectar alimentos.
Los orthoptera tienen cinco ojos, tres de los cuales están situados en la frente y dos a cada lado de la cabeza. Los tres ojos de la frente están poco desarrollados y son pequeños; apenas son visibles en muchas especies y están completamente ausentes en algunas de ellas. Estos llamados «ocelos» probablemente sólo pueden percibir cambios bruscos de luz. Los ojos facetados compuestos a los lados de la cabeza son siempre claramente visibles; la comida y los enemigos son percibidos con estos ojos.
Las partes de la mandíbula o mandíbulas constan de dos pares de mandíbulas inferiores y dos pares de mandíbulas superiores dispuestas para masticar. Todos los saltamontes y grillos tienen mandíbulas construidas para morder y masticar. Esta es una diferencia importante con respecto a otros grupos de insectos herbívoros hemimetábolos, como las chinches y las cigarras, que tienen piezas bucales urticantes y chupadoras. Sin embargo, unas pocas especies de grillos tienen un hocico chupador que puede extenderse al beber y se guarda en la boca en reposo. Este hocico succionador se parece en cierto modo al de las moscas y es una forma de evolución convergente.
Tanto las mandíbulas como los maxilares de los insectos de alas derechas tienen un solo par de sondas articuladas que son claramente visibles en muchas especies. Las sondas de los maxilares se denominan labiostatos, y las de las mandíbulas, sondas mandibulares.

### Pronoto

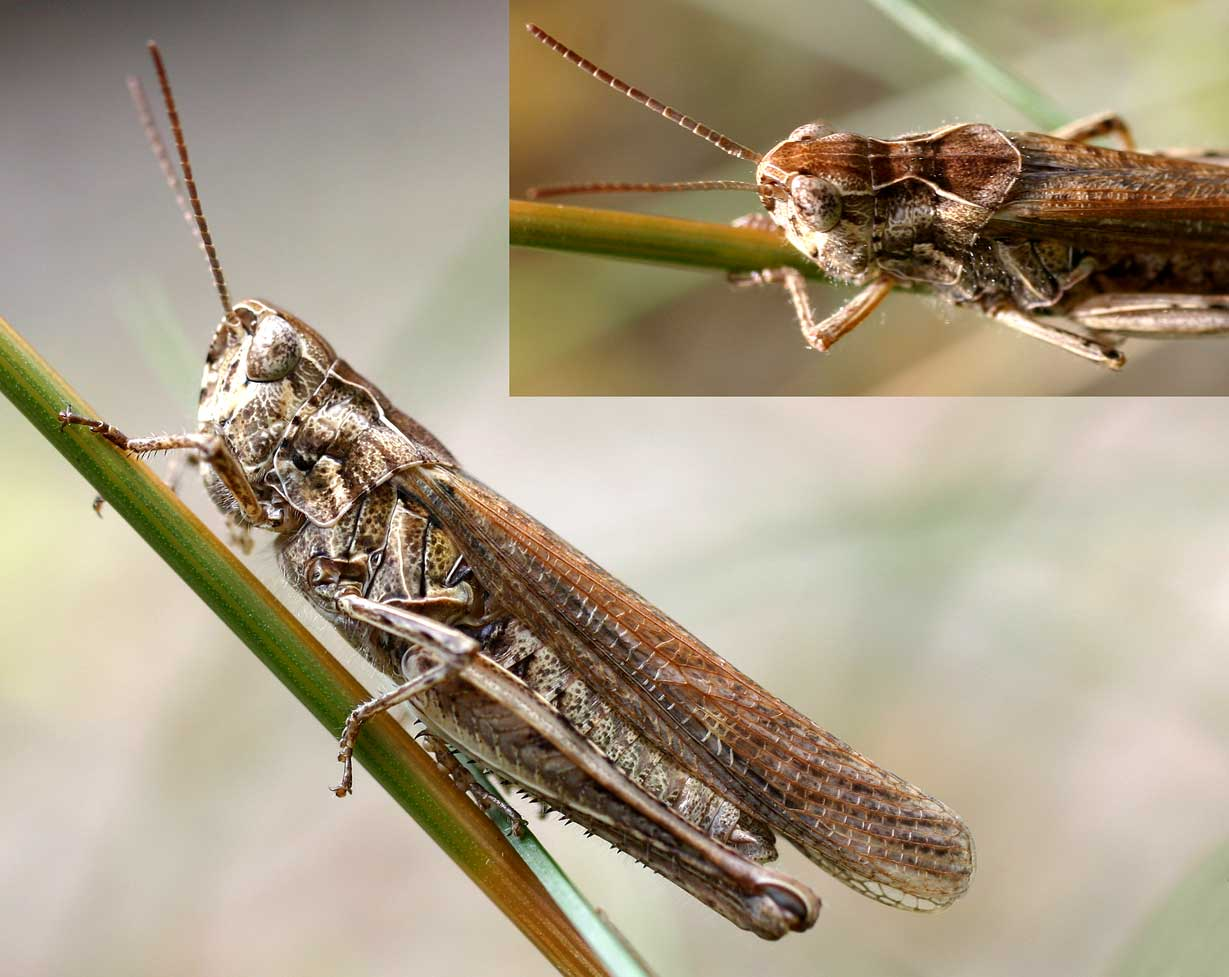
La forma y el tamaño del escudo del cuello es una característica importante para la determinación, aquí el cascabel (Chorthippus biguttulus).

El tórax del insecto de alas rectas, como el de todos los insectos, lleva las seis patas en la parte inferior y las cuatro alas en la superior. En la parte superior está casi completamente oculto a la vista por el escudo del cuello o pronoto. El escudo del cuello es un escudo muy blindado que está curvado hacia abajo a ambos lados del cuerpo y a menudo se extiende sobre el abdomen en la parte posterior. El escudo del cuello nace del primer segmento pectoral (anterior); el segundo segmento pectoral también está bien desarrollado en los insectos de alas rectas, pero el tercer segmento (posterior) es notablemente pequeño. Así se protegen las vulnerables patas y alas.
Muchas especies se reconocen por la forma y el tamaño del escudo del cuello. En los saltamontes de campo, el escudo del cuello a menudo tiene bordes elevados a ambos lados llamados listas. A menudo están coloreados y curvados o doblados de alguna manera, lo que varía según la especie. En los saltamontes espinosos, el escudo del cuello es muy alargado y asume la función protectora de las alas traseras. Las alas traseras han degenerado en pequeñas aletas similares a escamas justo debajo de la base del escudo del cuello.

#### Patas
La pata se une al cuerpo con la cadera (coxa); la cadera está separada del muslo por el anillo de la cadera o trocánter. El muslo (fémur) suele ser la parte más larga de la pata y está unido a la espinilla (tibia). Al final de la pata se encuentra el pie multiarticular (tarso) con una garra. En la araña de cola larga, el conducto auditivo es visible en la parte superior de la tibia, mientras que en la araña de cola corta el conducto auditivo está presente en el abdomen. Otra diferencia es el número de articulaciones del pie; en las arañas de cola larga tiene cuatro segmentos, en las de cola corta tres.
Los tres pares de patas son siempre diferentes en la mayoría de las especies; las patas delanteras son cortas, las medias son algo más largas y las traseras están muy desarrolladas y fuertemente ensanchadas. Las patas delanteras y medias sólo pueden utilizarse para caminar, mientras que las traseras tienen un muslo muy ensanchado, debido al músculo presente en ellas que se utiliza para saltar. Este músculo es unas mil veces más fuerte que un músculo humano de peso similar. El salto se produce utilizando el fuerte músculo del muslo para tensar la articulación de la rodilla, que consiste en gran parte en un fuerte mecanismo de resorte. Cuando se relaja, la espinilla se alinea con el muslo a la velocidad del rayo. A continuación, el saltamontes se lanza y despliega sus alas; el salto puede abarcar unas 10 veces la longitud de su cuerpo. La rodilla de la pata trasera está bien desarrollada y construida para que no pueda «atravesar» y dañar la pata, pero a veces se emplea tanta fuerza que la pata trasera se rompe.  Las seis patas tienen dos pares de protuberancias en forma de espinas en la parte posterior de cada espinilla en los insectos de alas rectas en todo momento.  En los animales de orthopteras, las seis patas tienen dos pares de protuberancias en forma de espinas en la parte posterior de cada espinilla. Las de las patas traseras, en particular, son más grandes, lo que proporciona un buen anclaje al saltar, de modo que las patas traseras no resbalan al ponerse en marcha.
Cuando un orthoptera entra en el agua, utiliza las patas traseras para nadar, aunque pocas especies lo mantienen durante mucho tiempo. Sin embargo, algunas especies, como ciertos saltamontes espinosos, pueden moverse bien en la superficie del agua e incluso son capaces de sumergirse bajo el agua cuando están en peligro. Además de saltar y nadar, las patas también sirven para producir sonidos.
Si se pierde una pata en la fase de ninfa, puede regenerarse por completo si aún deben completarse varias mudas. Si un adulto pierde una pata, ésta no vuelve a crecer.

### Alas
Las alas posteriores son membranosas, transparentes o coloreadas, amplias debido al desarrollo de la región anal. El tercer par de patas se encuentra adaptado para el salto, con tibias y fémures alargados. El primer y segundo par de similares, excepto en especies excavadoras (Gryllotalpidae). En la mayoría de los Ensifera, se encuentra situado en la base de las tibias anteriores el órgano timpánico confines de recepción auditiva, característica única entre los órdenes de insectos. Las patas posteriores se encuentran a menudo dotadas de espolones para impedir que resbalen por el sustrato. En muchas especies de Caelifera, la superficie interna de los fémures posteriores está provista de una serie longitudinal de tubérculos que contribuyen a la formación del aparato estridulador. Los tarsos están constituidos por un número variable de segmentos (De uno a cuatro) Cada segmento lleva inferiormente un par de cojincillos (pulvilos); en el ápice de cada tarso está insertado un pequeño pretarso con dos uñas y frecuentemente presenta un lóbulo (ariola).

### Órganos internos
El abdomen es alargado, cilíndrico, constituido típicamente de once segmentos. Estos presentan movilidad gracias a la presencia de una membrana intersegmental. Los tergitos se encuentran más desarrollados que los esternitos. El noveno y el décimo segmento no forman un anillo completo, por lo que los esternitos relacionados se modifican de tal manera que se forman los genitales externos. El undécimo segmento rodea la apertura anal y presenta el tergito modificado para formar la lámina supranal (epiprocto) mientras que el décimo esternito constituye dos lóbulos laterales (paraproctos). El último esternito visible, el noveno en machos y el octavo en hembras, es desarrollado y constituye la placa subgenital. 
El aparato reproductor masculino consta de dos testículos formados por una vasta cantidad de folículos tubulares. Se fusionan en un ducto eyaculador, en cuyo tramo inicial desembocan unos canales con función de vesículas seminales y glándulas accesorias. El aparato copulador (edeago) se encuentra constituido por dos pares de lóbulos membranosos, sobre los cuales se insertan uno o más pares de escleritos estrechos y alargados (titiladores) El aparato reproductor femenino consta de dos ovarios, constituidos de ovario las panoísticas implantados sobre dos oviductos. Las hembras tienen un ovipositor desarrollado y formado por tres pares de valvas, llamadas por su posición ventrales, internas y dorsales. 

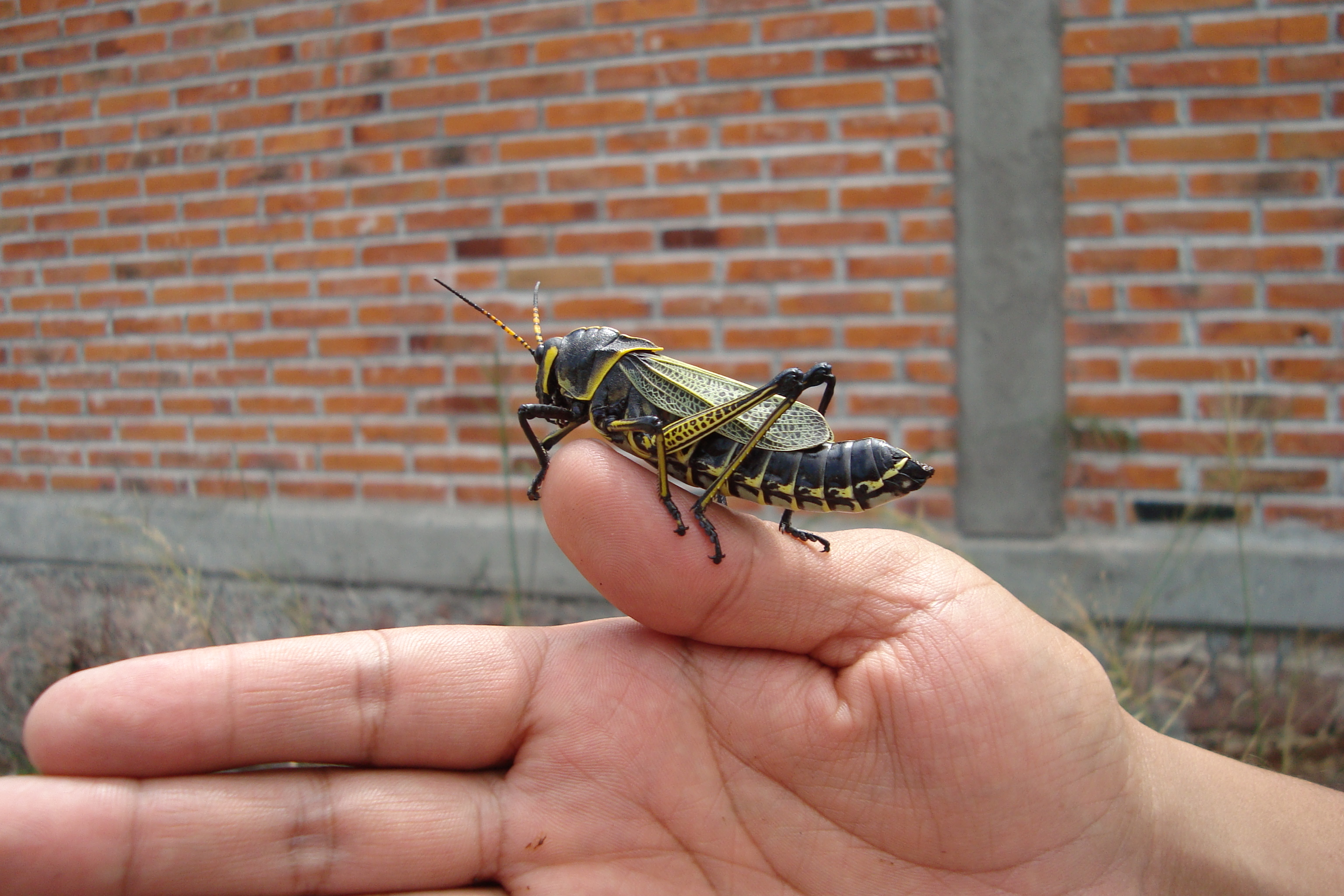
Ortóptero del estado de Hidalgo, México, cuyo nombre vulgar es chapulín

## Comportamiento
Los ortóperos se reproducen sexualmente, aunque se han reportado casos de partenogénesis (Saga, Myrmecophila). En varias especies el acoplamiento se realiza sin ningún cortejo preliminar. Al llegar a unos cuantos centímetros de la hembra, el macho intenta aferrarla por el dorso; la hembra responde agresivamente, aunque se han observado contactos recíprocos en palpos y antenas. Otras especies atraen a la hembra a través de sonidos. Muchas especies atraen a las hembras con feromonas. El macho elabora un espermatóforo de forma, estructura y dimensiones variables: globosa (Ensifera) o tubular (Caelifera).
En la mayoría de las especies la ovoposición está limitada a un breve período, situado a finales del verano. Algunas especies ovopositan en primavera, mientras que las formas antropófilas pueden ovopositar cualquier época del año. Los huevos son llevados a lugares protegidos: debajo de la corteza de los árboles, el interior de tejidos vegetales o debajo del suelo. El primer acto de una hembra que se prepara a ovopositar es el de escoger el sustrato más idóneo con lo que se guía por estímulos visuales, olfativos, táctiles, etc. tales como la consistencia del tejido vegetal, compactibilidad, pH del suelo, feromonas de disgregación de otras hembras, etc. Los huevos son depositados en montones y sumergidos en una secreción espumosa que solidifica con el aire, formando así una ooteca.
Una de las características más notables de los ortópteros es la estridulación. En los Ensifera, el sonido es producido por el frotamiento recíproco de las dos tegminas, donde algunas partes están especializadas para formar el arquito, el plectro y el espejo o tambor, los cuales constituyen el órgano estridulador. El arquito se encuentra formado por una serie de dientes localizados en la superficie ventral de la nervadura anal. El plectro está representado por un ensanchamiento del margen de tegminas a nivel de las nervaduras axilares. El espejo corresponde a una área amplia de las tegminas de forma semicircular y sostenida por los márgenes de las nervaduras. En cambio, en los Caelifera se encuentran diferentes adaptaciones a la estridulación: algunos presentan un órgano estridulador formado por una serie de placas rugosas situadas a lo largo del tergito abdominal (órgano de Krauss) y por una serie de tubérculos ubicados sobre la superficie interna de los fémures posteriores, los cuales provocan sonido por frotamiento de ambas estructuras anatómicas. En otras especies, el órgano estridulador está constituido por una serie de tubérculos puntiagudos ubicados en la paste superior de los fémures, los cuales son frotados con las tegminas. En otros casos, dichos tubérculos se encuentran sobre las tegminas y no en los fémures. La estridulación tiene como fin la comunicación entre individuos de la misma especie y/o diferente sexo. 
El gregarismo constituye un fenómeno común en muchos ortópteros. Existen especies donde este comportamiento se manifiesta a su máxima expresión a tal manera que, transladándose en el suelo (Ninfas) o volando (Adultos) destruyen toda la vegetación a su paso, provocando muchas veces daños incalculables a las cosechas. Ejemplos de especies migratorias nocivas son la langosta migratoria (Locusta migratoria), Locustana pardalina, la langosta del desierto (Schistocerca gregaria) y Nomadacris septemfasciata. En la época del Éxodo, se asume que hubo una plaga de langosta del desierto (Schistocerca gregaria). En los años 1873, 1874 y 1875, grupos inmensos de Locusta migratoria, provenientes de las regiones del mar Negro y del mar Caspio llegaron a Francia e Inglaterra; en este periodo, en Alemania fueron recogidos aproximadamente 250,000 litros de huevos en una superficie de 2,000 hectáreas. En 1979, en las estepas del río Don los trenes quedaron bloqueados por la masa de langostas acumuladas. En 1955, una inmensa nube de Locusta migratoria con 20 km de largo y 250 de ancho cayó sobre Marruecos. En el valle de Sous (Marruecos) devastaron más de la quinta parte de los cultivos en 1961.
B.P. Uvarov estudió el comportamiento gregario de las langostas, enunciando su teoría de las fases. Según esto, la base del fenómeno se encuentra en el elevado polimorfismo (Capacidad de formar una serie de formas diferentes morfológica o fisiológicamente diferentes entre sí). El pasaje de una forma sedentaria (fase solitaria) a la otra (forma migratoria) se lleva a cabo en forma gradual en cuatro etapas: la fase solitaria, la fase congregans, la fase gregaria y la fase dissocians. Al aparecer la fase congregans, favorecida por el ambiente, se manifiesta una tasa crítica de natalidad.

## Ciclo biológico
Son insectos hemimetábolos (con metamorfosis incompleta) y paurometábolos (las formas jóvenes tienen la misma alimentación que las adultas). El animal pasa por tres fases: huevo, ninfa y adulto.  Los huevos de ortóptero son ovoides, alargados, a veces aplanados (Faneropterinos) a menudo con corión; su color va del blanco al amarillo y van provistos de micrópilos. El número de huevos está condicionado por factores tales como el fotoperiodo, densidad de población, edad de la hembra, etc. y el número puede variar entre 150 a 600. La ninfa rompe el corion del huevo a través de una ampolla cervical que forma una hernia en la parte dorsal entre la cabeza y el pronoto.  Las ninfas pasan por varios estadios hasta llegar a adultos.

## Taxonomía
Suborden Ensifera
- Superfamilia Gryllidea
  - Gryllidae
  - Gryllotalpidae
  - Mogoplistidae
  - Myrmecophilidae
- Superfamilia Hagloidea
  - Haglidae†
  - Hagloedischiidae†
  - Prophalangopsidae
  - Tuphellidae†
- Superfamilia Phasmomimoidea
  - Phasmomimidae
- Superfamilia Rhaphidophoroidea
  - Rhaphidophoridae
- Superfamilia Schizodactyloidea
  - Schizodactylidae
- Superfamilia Stenopelmatoidea
  - Anostostomatidae
  - Cooloolidae
  - Gryllacrididae
  - Stenopelmatidae
- Superfamilia Tettigonioidea
  - Haglotettigoniidae
  - Tettigoniidae

Suborden Caelifera
- Infraorden Acrididea
  - Superfamilia Acridoidea
    - Acrididae
    - Charilaidae
    - Dericorythidae
    - Lathiceridae
    - Lentulidae
    - Lithidiidae
    - Ommexechidae
    - Pamphagidae
    - Pyrgacrididae
    - Romaleidae
    - Tristiridae

  - Superfamilia Eumastacoidea
    - Chorotypidae
    - Episactidae
    - Eumastacidae
    - Euschmidtiidae
    - Mastacideidae
    - Morabidae
    - Promastacidae†
    - Proscopiidae
    - Thericleidae

  - Superfamilia Locustopsoidea†
    - Araripelocustidae†
    - Bouretidae†
    - Eolocustopsidae†
    - Locustavidae†
    - Locustopsidae†

  - Superfamilia Pneumoroidea
    - Pneumoridae

  - Superfamilia Pyrgomorphoidea
    - Pyrgomorphidae

  - Superfamilia Tanaoceroidea
    - Tanaoceridae

  - Superfamilia Tetrigoidea
    - Tetrigidae

  - Superfamilia Trigonopterygoidea
    - Trigonopterygidae
    - Xyronotidae
- Infraorden Tridactylidae
  - Superfamilia Dzhajloutshelloidea†
    - Dzhajloutshellidae†

  - Superfamilia Regiatoidea†
    - Regiatidae†

  - Superfamilia Tridactyloidea
    - Cylindrachetidae
    - Ripipterygidae
    - Tridactylidae